# Alix Desmoineaux
 (janvier 2025).
La mise en forme du texte ne suit pas les recommandations de Wikipédia : il faut le « wikifier ».
Les points d'amélioration suivants sont les cas les plus fréquents. Le détail des points à revoir est peut-être précisé sur la page de discussion.
- Les titres sont pré-formatés par le logiciel. Ils ne sont ni en capitales, ni en gras.
- Le texte ne doit pas être écrit en capitales (les noms de famille non plus), ni en gras, ni en italique, ni en « petit »…
- Le gras n'est utilisé que pour surligner le titre de l'article dans l'introduction, une seule fois.
- L'italique est rarement utilisé : mots en langue étrangère, titres d'œuvres, noms de bateaux, etc.
- Les citations ne sont pas en italique mais en corps de texte normal. Elles sont entourées par des guillemets français : « et ».
- Les listes à puces sont à éviter, des paragraphes rédigés étant largement préférés. Les tableaux sont à réserver à la présentation de données structurées (résultats, etc.).
- Les appels de note de bas de page (petits chiffres en exposant, introduits par l'outil «  Source ») sont à placer entre la fin de phrase et le point final[comme ça].
- Les liens internes (vers d'autres articles de Wikipédia) sont à choisir avec parcimonie. Créez des liens vers des articles approfondissant le sujet. Les termes génériques sans rapport avec le sujet sont à éviter, ainsi que les répétitions de liens vers un même terme.
- Les liens externes sont à placer uniquement dans une section « Liens externes », à la fin de l'article. Ces liens sont à choisir avec parcimonie suivant les règles définies. Si un lien sert de source à l'article, son insertion dans le texte est à faire par les notes de bas de page.
- La présentation des références doit suivre les conventions bibliographiques. Il est recommandé d'utiliser les modèles {{Ouvrage}}, {{Chapitre}}, {{Article}}, {{Lien web}} et/ou {{Bibliographie}}. Le mode d'édition visuel peut mettre en forme automatiquement les références.
- Insérer une infobox (cadre d'informations à droite) n'est pas obligatoire pour parachever la mise en page.

Pour une aide détaillée, merci de consulter Aide:Wikification.
Si vous pensez que ces points ont été résolus, vous pouvez retirer ce bandeau et améliorer la mise en forme d'un autre article.
Alix Jeanne-Marie Desmoineaux, plus communément appelée Alix, est une personnalité médiatique française, notamment influenceuse, autrice, actrice et également ancienne candidate de téléréalité, née le 29 octobre 1993 à Paris, en France.
La jeune femme sort de l'anonymat en 2018 lorsqu'elle fait ses débuts en télé-réalité dans l'émission Zéro Complexe, produite pour être uniquement diffusée sur internet, puis dans la troisième saison des Marseillais vs le Reste du monde dans laquelle elle fait une apparition un peu plus remarquée. Puis, elle est véritablement révélée lors de sa participation à la seconde saison des Princes et Princesses de l'amour, le spin-off de La Belle et ses princes presque charmants, cette même année.
La jeune femme continue ensuite sur sa lancée en participant à d’autres programmes phares tel que Les Marseillais et réapparait une nouvelle fois dans Les Marseillais vs le Reste du monde, lors de la quatrième saison. En 2020, Alix obtient une importante popularité sur les réseaux sociaux lors de son apparition dans Les Marseillais aux Caraïbes, l’épisode de son arrivée battant le record d’audience historique de l’émission à la suite de la tromperie de son petit ami de l’époque, également candidat. Elle participe ensuite à son dernier tournage, celui des Princes et Princesses de l'amour 4 avant de se retirer définitivement du monde de la télé-réalité en 2021.
En parallèle, Alix fait également parler d'elle grâce à ses prises de positions sur des sujets controversés comme la politique, les violences faites aux femmes, les violences domestiques ou encore les violences policières et profite de son recul sur la télé-réalité pour y dénoncer des comportements malsains et des agressions sexuelles commis par certains candidats et membres de certaines productions, devenant malgré elle une porte parole du mouvement MeToo au sein de ce domaine. Elle co-écrit ensuite son tout premier livre, Glow Up, développé sur ses expériences de vie et qui peut s'apparenter à une œuvre basée sur le développement personnel pour aider son public à prendre confiance en soi. Alix Desmoineaux fait également ses premiers pas d'actrice dans le film Mercato au côté de Jamel Debbouze en 2025.

## Biographie

### Enfance et adolescence
Alix Desmoineaux naît sous le nom d'état civil de Alix Jeanne-Marie Desmoineaux le 29 octobre 1993 à l'hôpital Saint-Antoine dans le 12e arrondissement de Paris. Elle est l'enfant unique d'un père Sicilien. Son grand-père maternel est italien tandis que son arrière-grand-père était allemand et a déserté l'armée pour retrouver son arrière-grand-mère qui elle était polonaise d'origine bretonne,. Très tôt, elle assiste aux disputes récurrentes de ses parents qui finissent par se séparer. Dans le même temps, la mère d'Alix décide de la placer dans un internat catholique.
Elle grandit à Paris jusqu'à ses 9 ans puis déménage jusqu'à ses 10 dans un petit village de la commune de Oeyreluy, non loin de Dax dans les Landes. Elle rêve alors de devenir chanteuse et réalise plusieurs radio crochets. L’enfance d'Alix est marquée par des soucis de santé qui ont des répercussions conséquentes sur sa vie : au début de sa maladie, alors qu'elle n'a que 13 ans, les médecins d’Alix pensent qu’elle souffre d’une leucémie provoquée par des défaillances au niveau de ses globules blancs. C’est une étude sur sa maladie qui dévoile que la jeune fille est atteinte d’un fusobacterium necrophorum, en relation avec le staphylocoque, une bactérie qui lui ronge les os, notamment le col du fémur. Elle est la première personne enregistrée en tant que porteuse de cette maladie en Europe. Des conséquences de sa maladie, Alix est déscolarisée puisqu'elle est alitée pendant 9 mois. Elle passe également 3 mois dans un centre de rééducation et reçoit une prothèse de hanche,. Lors de son entrée au collège, Alix passe un an d'internat à Lyon. Pour son année de 5e au collège, Alix retourne à Paris. Souffrant de l'absence de sa mère pendant un an liée à ses études, Alix repart une nouvelle fois pour Lyon. La jeune femme est en parallèle très vite séduite par le sport et prend notamment des cours de danse, notamment en ballet, en modern jazz et en breakdance. Elle pratiquement également le tennis, l'équitation et surtout du violon, une discipline dont Alix tombe amoureuse mais qu'elle est forcé d'arrêter lors de son retour à Lyon, justifiant cette décision par les prix exorbitants des cours que sa maman ne peux pas se permettre de payer.
Durant son adolescence, elle se dirige vers un Baccalauréat professionnel, spécialité métiers de la mode et industries connexes qu'elle n'obtiendra pas, décidant de laisser tomber ses études avant la fin du cycle après avoir pris son tout premier appartement à 16 ans pour prendre son indépendance,. Ce changement de vie la poussera à rater de nombreux cours, ce qui influe très vite sur ses moyennes au lycée. Elle enchaîne ensuite les petits boulots notamment en restauration, dont dans un restaurant à Lyon qu'elle quitte au bout de deux semaines en raison des conditions d'hygiène déplorables qu'elle constate au sein de l'établissement et pour lequel elle ne touchera jamais aucune paie. Alors qu'elle est en pleine transition entre Paris et Lyon, Alix travaille également dans une baraque à frites avec l'un de ses amis, positionnée au Parc Olympique lyonnais. Elle intègre également le milieu de la nuit et devient go-go danseuse.

### Carrière en télé-réalité (2018-2020)
En 2018, Alix fait ses débuts face à la caméra lorsqu'elle participe à la deuxième saison de Zéro Complexe, une émission de télé-réalité tournée en février 2018 et diffusée discrètement sur YouTube, qui a pour but de promouvoir la chirurgie esthétique aux côtés de plusieurs autres candidats de télé-réalité déjà connus,,. Elle est alors la seule candidate dite anonyme. Hésitante depuis quelques années à l'idée de réaliser une opération d'augmentation mammaire malgré son refus pour la chirurgie esthétique à l'époque, elle finit par céder et participe à l'émission dans le seul but de faire augmenter sa poitrine, acceptant de faire filmer l'opération et la diffusion du programme sur internet en contrepartie d'une opération totalement gratuite ,. Durant le mois de juillet 2018, Alix participe à la troisième saison des Marseillais vs Le Reste du monde en intégrant l'équipe du Reste du monde (qui met en avant plusieurs candidats issus de diverses télé-réalité autres que Les Marseillais), programme qui la fait découvrir à un public beaucoup plus large. Elle se met en couple avec Benjamin Samat, autre candidat avec qui elle converse sur les réseaux sociaux depuis déjà quelques années mais leur couple ne tient pas en dehors du tournage. La saison est ensuite diffusée à la rentrée 2018. En décembre, la candidate apparaît une nouvelle fois à la télévision, cette fois-ci pour la quatrième saison de La Villa des cœurs brisés, diffusée sur TFX, en tant que prétendante pour le candidat Julien Guirado mais son apparition reste brève,,.
« Ça reste un moment très compliqué de ma vie. Un an plus tard, j’arrive à en rigoler mais au moment de la diffusion, le fait que tout le monde soit devant sa télé, ça n'a pas été drôle du tout… C'était difficile de voir ma misère personnelle à la télévision et de savoir qu’il y avait plus d'un million de personnes qui regardaient. Ce n'était pas évident. Avec le recul, je n’ai pas le souvenir qu’une rupture de candidats de télé-réalité ait fait autant réagir. Tout le monde prenait la parole, tout le monde donnait son avis, des blogueurs, des influenceurs que je n’avais croisé qu’une fois dans ma vie, des gens que je n’avais jamais vu… Des journalistes m’appelaient pour avoir une réaction. À un moment, j’ai pété un câble. Ça m’a rendu folle. J'ai même envoyé 3 mises en demeure à des candidats et des journalistes pour leur dire d’arrêter de parler de moi. Il y avait des dizaines d’articles par jour, je ne pouvais plus prendre mon téléphone, tout le monde ne me parlait que de ça. »
En début d'année 2019, Alix apparaît dans l'émission Les Princes et Princesses de l'amour 2 dans laquelle elle est prétendante pour le candidat Rafa. Au cours de l'aventure, la candidate quitte la saison avant d'y revenir quelques jours plus tard, cette fois-ci en tant que Princesse. Puis, elle apparaît semaines plus tard au générique de la huitième saison de l'émission Les Marseillais baptisée Les Marseillais : Asian Tour, dans le but de reconquérir Benjamin Samat avec qui elle repart finalement en couple du programme,. Ensemble, ils participent au tournage de la télé-réalité Manon + Julien le Mariage. Durant l'été 2019, elle rejoint le tournage de la quatrième saison des Marseillais vs le Reste du Monde. Finalement, au bout de seulement quelques jours d'aventure, Alix est une nouvelle fois éliminée de la compétition après la trahison de son amie Mélanie ORL. Au micro de l'émission VDBUZZ diffusée sur YouTube le 7 décembre 2019, Alix met à jour son avenir en télé : elle avoue vouloir continuer sa carrière tant que l'univers lui plaît encore et que tout fonctionne pour elle, dévoilant tout de même en parallèle avoir déjà pensé auparavant à arrêter, notamment après le tournage des Marseillais : Asian Tour. Son partenaire Benjamin Samat étant devenu une figure incontournable de l'émission, Alix avoue également à demi-mot que c'est aussi une raison de plus pour elle de rester dans cet univers au côté de son petit-ami. Egalement, elle exclue totalement une télé-réalité centré sur elle et sa famille comme Allô Nabilla, qui était centré sur la candidate Nabilla Benattia.
En décembre 2019, Alix rejoint la neuvième saison des Marseillais, Les Marseillais aux Caraïbes, et découvre sur place que Benjamin Samat l'a trompée avec Océane El Himer, une nouvelle candidate de l'émission. Terriblement choquée et peinée par la situation, les tensions entre elle et les deux autres candidats sont de plus en plus vivent et Alix finit par craquer et porte un coup à Océane. En conséquence de son acte, la candidate est renvoyée du tournage par la production de l'émission. Lors de la diffusion des épisodes des Marseillais aux Caraïbes, et ce pendant le tout premier confinement lié à la Pandémie de Covid-19, l'arrivée d'Alix est programmée pour l'épisode du 31 mars 2020. La diffusion de cet épisode permet alors au programme de W9 de réaliser son record d'audience historique avec 1,25 million de téléspectateurs (4,3 % de PDA) devant leurs écrans pour assister aux retrouvailles d'Alix et Benjamin. Sur les réseaux sociaux, cet épisode ainsi que la candidate son extrêmement populaires sur Twitter : « Alix » et « Les Marseillais » sont alors les mots les plus postés sur le réseau social.
Le 14 mai 2020, lors d'une session de questions réponses avec ses abonnés sur Instagram, la candidate annonce son départ de la télé-réalité Les Marseillais ainsi que son dérivé Les Marseillais vs le Reste du monde, s'exclamant être sûr d'elle tout en ajoutant : « Ils ne m'ont jamais vraiment aimée de base. Je ne vais pas faire de la lèche pour la gloire. Je pense qu'on est tous d'accord pour dire qu'à part Maeva et Greg, je n'ai jamais eu d'atomes crochus avec les autres. Mais c'est les meilleurs c'est le principal. » Durant l'été 2020, Alix participe au tournage de la quatrième saison des Princes et Princesses de l'amour avec le statut de Princesse, après huit mois de tentatives et de négociations de la part de la production pour avoir la présence de la candidate sur le tournage pour bénéficier de sa notoriété. Pour qu'elle participe, Alix Desmoineaux inclut plusieurs conditions dans son contrat que la production se doit de respecter comme l'interdiction formelle de faire venir par surprise sur le tournage Benjamin Samat. Elle réclame également la présence de ses amis personnels ainsi que de son chat Rajah non loin du tournage : « Je ne suis pas en agence, je travaille en équipe, avec mes amis. Avoir mon staff qui puisse être sur place et qui puisse venir me voir tous les jours pour mes placements de produits, ce n’était pas discutable. » La diffusion de cette quatrième saison est alors prévue pour fin novembre 2020. La candidate annonce via ses réseaux sociaux en mars 2021 mettre un terme définitif à la téléréalité.

### Nouveaux projets (depuis 2021)
Elle sort ensuite son premier livre le 14 octobre 2021 baptisé Glow Up. Au travers de son livre de 160 pages, Alix Desmoineaux partage ouvertement son vécu et délivre plusieurs petites astuces pour se sentir mieux grâce à des conseils en alimentation, des exercices physiques, une routine maquillage ou encore un développement personnel. Elle y parle également de son passage dans la télé-réalité en dénonçant les manières dont les candidats sont déstabilisés en permanence par les membres de la production pour fournir des séquences dignes d’intérêt.
Alix Desmoineaux fait ensuite ses tout premiers pas en temps qu'actrice dans le film Mercato, réalisé par Tristan Séguéla avec comme tête d'affiche Jamel Debbouze et également aux côtés de Hakim Jemili, Monia Chokri, Marie Papillon, Stéphane Bak. Le film sort le 19 février 2025 dans les salles et reçoit des critiques mitigés et cumule 142 675 entrées lors de sa première semaine d'exploitation.

### Vie privée

#### Rapport à la religion et maternité
Alix Desmoineaux est chrétienne, également croyante. Elle parle du mariage à l'église comme du seul et unique mariage ayant vraiment de la valeur, contrairement au mariage à la mairie qui n’a pour elle n’en a aucune, si ce n’est juridique. Elle souhaite également tout d'abord se marier avant d'avoir un enfant. Concernant une éventuelle grossesse, Alix dévoile avoir une peur irrationnelle de tomber enceinte avant d'être mariée, de par ses croyances religieuses mais aussi à cause des changements physiques et des problèmes de poids qui découlent de la grossesse.
Elle dévoile être tombé enceinte à l'âge de 19 ans alors qu'elle était en couple avec un ex petit ami violent avec qui elle entretenait une relation très difficile. Elle préférera avorter, se rendant compte que l'atmosphère de son foyer n'est pas sain pour un enfant et se sentant beaucoup trop jeune pour être mère. Malgré tout, elle reste contre l'avortement dans certaines situations, voyant cet acte comme un pêché. Elle parle également d'un éventuel futur accouchement qui pourrait être très compliqué à réaliser en raison de sa prothèse de hanche : entre la prothèse et un bassin étroit, la jeune femme ne pourra pas accoucher sur le dos, accentuant un éventuel accouchement sur le côté ou à quatre pattes, dans l'eau ou avec une césarienne.

#### Relation amoureuses
Durant son adolescence, Alix vie tout d'abord ses premiers émois amoureux exclusivement avec des femmes à l'adolescence, tout en arborant un look beaucoup plus rebelle et différent d'aujourd'hui. Souffrant du regard des autres sur son handicap à la suite de sa maladie découverte pendant son adolescence, la jeune femme a alors tout fait pour être vu et remarquer pour autre chose que la maladie, : « J'avais les cheveux blond peroxydés, je sortais avec des filles... J'avais besoin que les gens me voient pour autre chose que la fille handicapée »'. Elle se met en couple à la fin de son adolescence avec un homme qui sera sa toute première relation amoureuse hétérosexuelle mais avec qui elle connait la violence domestique, puisque ce dernier la bat constamment. Pendant cette relation, elle découvre Benjamin Samat pour la première fois en 2013, qui participe à la télé-réalité La Belle et ses princes. Selon ses dires, elle trouve dans la personnalité du candidat toutes les caractéristiques d'un petit ami idéal, ce qui l'aide à retrouver espoir en l'amour. Elle parvient à rencontrer Benjamin en secret dans une boîte de nuit près de chez elle ou le candidat réalise un booking. Ils restent en contact pendant plusieurs années puis Alix parvient ensuite à le revoir sur le tournage de la troisième saison des Marseillais vs Le Reste du monde en 2018 alors que Benjamin fait désormais partie de l'émission Les Marseillais depuis quelques saisons. Ils se mettent alors en couple officiellement sur le tournage mais lors de leur retour en France, le couple connaît une première rupture.
Elle fait ensuite la connaissance de Rafa, un candidat espagnol de la deuxième saison des Princes et Princesses de l'amour avec qui elle vit une idylle qui s'achève rapidement après la fin du tournage fin 2018. Alix retourne finalement auprès des Marseillais dans la saison des Marseillais : Asian Tour en fin d'année pour reconquérir Benjamin Samat. Le couple se reforme et après le tournage, Alix décide de tout quitter à Paris pour s'installer à Marseille avec son petit ami,. Elle avouera plus tard avoir eu une certaine stabilité à ce moment-là de sa vie et avoir eu envie d'arrêter la télé-réalité. Leur couple connaît de nouvelles tensions qui les poussent presque à la séparation lors du tournage de la quatrième saison des Marseillais vs le Reste du monde durant l'été 2019. Quelques mois plus tard, Benjamin finit par tromper Alix avec Océane El Himer, une nouvelle candidate présente sur le tournage des Marseillais aux Caraïbes. Alix et Benjamin se déchirent sur le tournage puis ils décident de se donner une nouvelle chance mais, une fois en France, le couple se sépare définitivement. Alix décide de repartir vivre à Paris et annonce sur ses réseaux sociaux la fin de son couple avec Benjamin Samat en février 2020. À la suite de cette rupture, la candidate décide de repartir vivre à Paris dans les jours qui suivent et quitte Marseille ,.
Depuis cette séparation, Alix Desmoineaux reste très discrète sur sa vie privée. Cependant, des rumeurs sur une supposée relation amoureuse avec le rappeur SCH sont persistantes tout au long de l'année 2021.

## Polémiques

### Prise de position contre lesviolences policières
Alix Desmoineaux se range de façon récurrente du côté des victimes de violences policières. Sur les réseaux sociaux, elle rend directement hommage George Floyd (victime de violence policière aux États-Unis) avant de recevoir plus tard une convocation du 36 quai des Orfèvres pour "outrage et incitation à la haine" après qu'elle eue postée une story sur son compte Instagram en y tenant des propos insultant envers des policiers à la suite d'un contrôle de police auquel elle assiste en pleine rue depuis sa voiture, et qui pour elle ne vise « que des noirs ou des arabes ». Très peu de temps après, Linda Kebbab, déléguée nationale du syndicat policier, s'insurge sur Twitter et dénonce le comportement de la jeune femme et ses insultes. Finalement, une policière la met simplement en garde : auquel cas elle manquerait à nouveau de respect aux forces de l'ordre, elle devra payer une amende. Elle signe également un papier qui l'engage à « ne plus manquer de respect » à la police.
Quelques semaines plus tard, et alors qu'elle est en vacance à Marbella, en Espagne, durant le mois de juillet 2020, Alix Desmoineaux et ses amis sont violemment pris pour cible par la police espagnole à la sortie d'une boite de nuit (le News Café) dans la nuit du mercredi 29 juillet au jeudi 30 juillet 2020,. Une vidéo de l'interpellation apparaît sur les réseaux et suscite une polémique en raison de sa violence. La candidate s'exprime en vidéo le lendemain, dévoilant ses bras marqués par des hématomes ainsi que des traces au niveau de son cou qui serait à l'origine d'un étranglement de la part d'un policier après qu'il l'ait plaqué sur le sol selon ses dires. Alix Desmoineaux dévoile que les policiers s'en serait pris à elle lorsqu'elle était en train de les filmer pour immortaliser la violence dont ils faisaient preuve sur l'un de ses amis avant que ces derniers ne se jette sur elle pour se débarrasser du téléphone et éliminer les preuves. Alix et ses amis portent ensuite plainte contre les policiers en question alors que le procès verbal de ces derniers est publié à l'encontre d'Alix : « Alix Demoisneaux a continué à avoir une attitude agressive, donnant des coups de pied aux portes du véhicule, criant et menaçant les agents en disant qu’elle était très connue en France, qu’elle travaillait à la télévision, qu’elle avait deux millions de followers sur les réseaux sociaux et qu’elle allait “nous détruire” ».
A nouveau, la jeune femme s'en prend à la police française en août 2020. Engagée auprès de plusieurs associations, dont l'une d'elles est Utopia 56, Alix Desmoineaux dévoile une nouvelle fois des faits de violences policières lorsqu'elle assure que les agents détruisent les tentes fournies pour les sans abris de cette même association. Utopia 56 est une association humanitaire qui agit pour aider les personnes sans domicile fixe dans leur quotidien auprès des familles, des enfants, ou même de femmes enceintes. Par manque de budget, les bénévoles sur le terrain fournissent parfois eux-mêmes des tentes en attendant de trouver des solutions plus adaptée pour pouvoir aider un maximum de sans abris. En réponse aux supposées violences venant de la police, la candidate demande à ses abonnés de partager au maximum les vidéos de policiers en train de détruire le camp d’Utopia 56 comme preuves pour pouvoir les incriminer.

### Dénonciations de la violence au sein de la télé-réalité

#### Violence physique et psychologique
Le 22 avril 2020 est diffusé sur W9 un épisode des Marseillais aux Caraïbes ou Alix Desmoineaux porte un coup à la candidate Océane El Himer. A titre préventif, Alix décide d'utiliser son compte Instagram pour faire une mise au point et demander au public de cesser toute banalisation de la violence et l'acharnement qu'Océane subit depuis des semaines : « Je lui ai mis une patate parce que je n'ai pas su me contrôler et c'est un tort de ne pas savoir contrôler ses nerfs. Même si vous avez quelqu'un qui est sur votre dos H24, qui fait des réflexions et que ça vous touche - parce que c'était le cas -, ça n'excuse pas les choses. Je suis une personne qui peut avoir des réactions archi agressives, si je suis blessée, touchée... La différence entre moi et les autres candidats, pourquoi je me fais virer... et je pense que c'était très bien parce qu'il fallait que je parte sinon ça aurait pu aller encore plus loin. Arrêtez de la harceler parce qu'un jour si cette fille, elle part en cacahuètes, et que ça va trop loin, je pense qu'il y en a beaucoup qui vont se dire justement : "Ah on est allés trop loin". Et ce serait dommage que ça arrive. »
En septembre 2021 paraît sur internet une interview d'Alix Desmoineaux accordé à Melty ou elle dévoile être au courant d'une vidéo montrant un candidat de télé-réalité entrain d'agresser sexuellement une jeune fille mineure. À la suite de cette interview et des répercussions qui en découlent, la jeune femme est invitée à donner sa version des faits sur le plateau de Touche pas à mon poste. Sans jamais citer le nom du candidat qu'elle dénonce, elle dévoile qu'il n'aurait jamais été sanctionné par les producteurs des émissions auxquels ils ont tout les deux participer malgré les nombreux signalements d'Alix Desmoineaux aux boites de productions. Les médias accusent dans le même temps le candidat Illan Castronovo d'être l'auteur de l'agression sur une jeune fille mineure et il décide de porter plainte contre Alix Desmoineaux  pour diffamation mais celui-ci perd le procès. Cette affaire la propulse malgré elle comme une porte parole du mouvement MeToo en ce qui concerne les violences et le harcèlement sexuel dans le milieu de la télé-réalité.
Dans son livre Glow Up paru en octobre 2021, Alix Desmoineaux évoque dans un des passages sur son expérience en télé-réalité, la pression psychologique vécue par les candidats de la part des membres de la production pour que ces derniers puissent avoir des séquences dignes d'intérêt. Elle dénonce également les montages des épisodes « à la chronologie approximative » où des propos tenus en interview peuvent être sortis de leur contexte en étant associés à des séquences qui n’ont rien à voir. Elle dénonce également que, selon l’importance des candidats, la politique des sanctions d'une production est très fluctuante, révélant au passage que certains candidats étaient approvisionnés en alcool pour être désinhibés et ainsi produire de meilleures séquences mais aussi le manque de respect d'un membre de la production des Marseillais à son égard qui, au lendemain de son éviction de la neuvième saison, lui aurait dit « Ferme ta gueule, t’es qu’une merde, tu fais que chialer tout le temps » alors que la candidate était hospitalisée pour soigner une luxation à sa prothèse de hanche.

### Engagement contre les violences faites aux femmes
Grâce à ses prises de positions franche et son passé de femme battue, la journaliste Emilie Papatheodorou interviewe l'ancienne candidate de télé-réalité sur Canal+ pour le #ModePortrait. Alix Desmoineaux y explique pourquoi elle tient à parler des violences faites aux femmes sur ses réseaux sociaux :
« Les violences sexuelles, déjà parce que je suis une femme. J’en ai toujours un peu parlé même par rapport à ma propre histoire. J’ai eu ma première relation, elle était archi violente, et j’en ai parlé. Justement, parce qu’il faut ouvrir la parole. (…) Dans cette situation, j’aurais aimé avoir quelqu’un qui me donne la force de me dire : « ouai je peux le faire aussi ». (…) C’est une chose que je ne pensais pas pouvoir partager avant parce que je me disais ‘ouai, je suis en télé, ce n’est pas ma place ». Elle dénonce également selon elle le comportement de certains agents de police dans les commissariats qui peuvent faire preuve de comportement sexiste et misogyne lorsqu'une femme vient témoigner d'une agression.

## Filmographie

### Cinéma
- 2025 : Mercato de Tristan Séguéla : Foxy Blue

### Téléréalité
- 2018 : Zéro Complexe 2, émission mise en ligne sur YouTube, candidate
- 2018 : Les Marseillais vs le Reste du monde 3 sur W9, candidate
- 2018 : La Villa des cœurs brisés 4 sur TFX, candidate
- 2019 : Les Princes et Princesses de l'amour 2 sur W9, candidate
- 2019 : Les Marseillais : Asian Tour sur W9, candidate
- 2019 : Manon + Julien : le mariage sur W9, invitée au mariage
- 2019 : Moundir et les apprentis aventuriers 4 sur W9, apparition vidéo
- 2019 : Les Marseillais vs le Reste du monde 4 sur W9, candidate
- 2019 : Les Princes et Princesses de l'amour 3 sur W9, apparition brève
- 2020 : Les Marseillais aux Caraïbes sur W9, candidate
- 2020 : Les Princes et Princesses de l'amour 4 sur W9, candidate

## Publication
- Alix Desmoineaux, Glow Up, Hugo Image, 2021, 159 p. (ISBN 9782755691672).